# 우쩌위안
우쩌위안(중국어 정체자: 伍澤元, 병음: Wû Zéyuán, 1945년 8월 17일 ~ 2008년 9월 22일)은 타이완의 정치인, 전 핑둥현장이다.